# Muzeum okupace Lotyšska
Muzeum okupace Lotyšska (lotyšsky Latvijas Okupācijas muzejs) je muzeum a historická vzdělávací instituce v Rize. Bylo založeno v roce 1993 s cílem vystavovat artefakty, archivní dokumenty a vzdělávat veřejnost o 51letém období 20. století, kdy bylo Lotyšsko postupně okupováno SSSR v letech 1940–1941, poté nacistickým Německem v letech 1941–1944 a poté opět SSSR v letech 1944–1991.

## Historie
Muzeum bylo založeno v roce 1993 poté, co Paulis Lazda, profesor historie na University of Wisconsin-Eau Claire, navrhl Ministerstvu kultury Lotyšské republiky vytvořit muzeum zahrnující období okupace Lotyšska v letech 1940–1991. To vedlo na jaře 1993 k založení Nadace okupačního muzea (OMF), nyní Asociace okupačního muzea (OMB). OMF tvořilo 11 osob, jejichž cílem bylo muzeum založit, spravovat a financovat. První expozice muzea byla otevřena 1. července 1993. Expozice zahrnovala období první sovětské okupace Lotyšska v letech 1940–1941. V následujících letech bylo muzeum rozšířeno tak, aby pokrývalo celé období okupace.
Ročně muzeum navštíví více než 100 000 návštěvníků. Přibližně dvě třetiny z nich tvoří zahraniční návštěvníci, včetně významných lotyšských státních hostů.

## Poslání muzea
Muzeum udržuje a spravuje Okupační muzejní spolek, který je v Lotyšsku registrován jako nezisková veřejně prospěšná organizace. Jeho hlavní podpora pochází od Lotyšů žijících v zahraničí a v Lotyšsku – organizací i jednotlivců – a od štědrých darů návštěvníků muzea. Tato podpora umožňuje muzeu vykonávat svou činnost bez politických tlaků.
Deklarovaným posláním muzea je:
- Ukázat, co se dělo v Lotyšsku, zemi a lidem pod dvěma okupačními totalitními režimy v letech 1940 až 1991;
- Připomenout světu zločiny spáchané cizími mocnostmi na lotyšském státu a lidu;
- Připomenout oběti okupace: ty, kteří zahynuli, byli pronásledováni, násilně deportováni nebo uprchli před terorem okupačních režimů.

Edukační programy muzea:
- Historie Židů a Holokaust v Lotyšsku
- Život v sovětském Lotyšsku
- Sovětské deportace
- Historie uprchlíků
- Propaganda 2. světové války
- Barikády 20. ledna 1991
- Jak zkoumat historii?[4]

## Muzejní sbírka
Když bylo muzeum založeno, začalo shromažďovat předměty týkající se období okupace. Na začátku roku 2017 obsahovala sbírka téměř 60 000 evidovaných předmětů. Součástí sbírky je také audiovizuální archiv obsahující více než 2 300 videozáznamů svědectví deportovaných, uprchlíků a dalších osob postižených okupací Lotyšska. Audiovizuální oddělení rovněž natočilo 10 dokumentárních filmů.

## Budova
Hlavní budova muzea byla postavena Sověty v roce 1971 na oslavu 100. výročí narození V. I. Lenina a až do roku 1991 sloužila jako muzeum připomínající rudé lotyšské střelce, kteří bojovali na straně sovětů za první světové války. Rekonstrukce budovy byla od počátku provázena spory, protože počítala s dostavbou bílého křídla s boční prosklenou fasádou, které lotyšsko-americký architekt Gunnar Birkerts nazval "Dům pro budoucnost". Nové křídlo narušuje dosavadní brutalistní monolitickou stavbu s černou fasádou, která je považována za významnou památku moderní architektury. Po letech plánování a jednání měla být přestavba zahájena v létě 2018 a od listopadu 2012 muzeum dočasně sídlí na Raiņa bulvāris 7 (Rainisův bulvár), v místě bývalého velvyslanectví USA, nedaleko Památníku svobody. Rekonstruovaná budova muzea měla být původně dokončena v roce 2020, ale koncem roku 2021 jsou dostupné jen vizualizace.

### Expozice

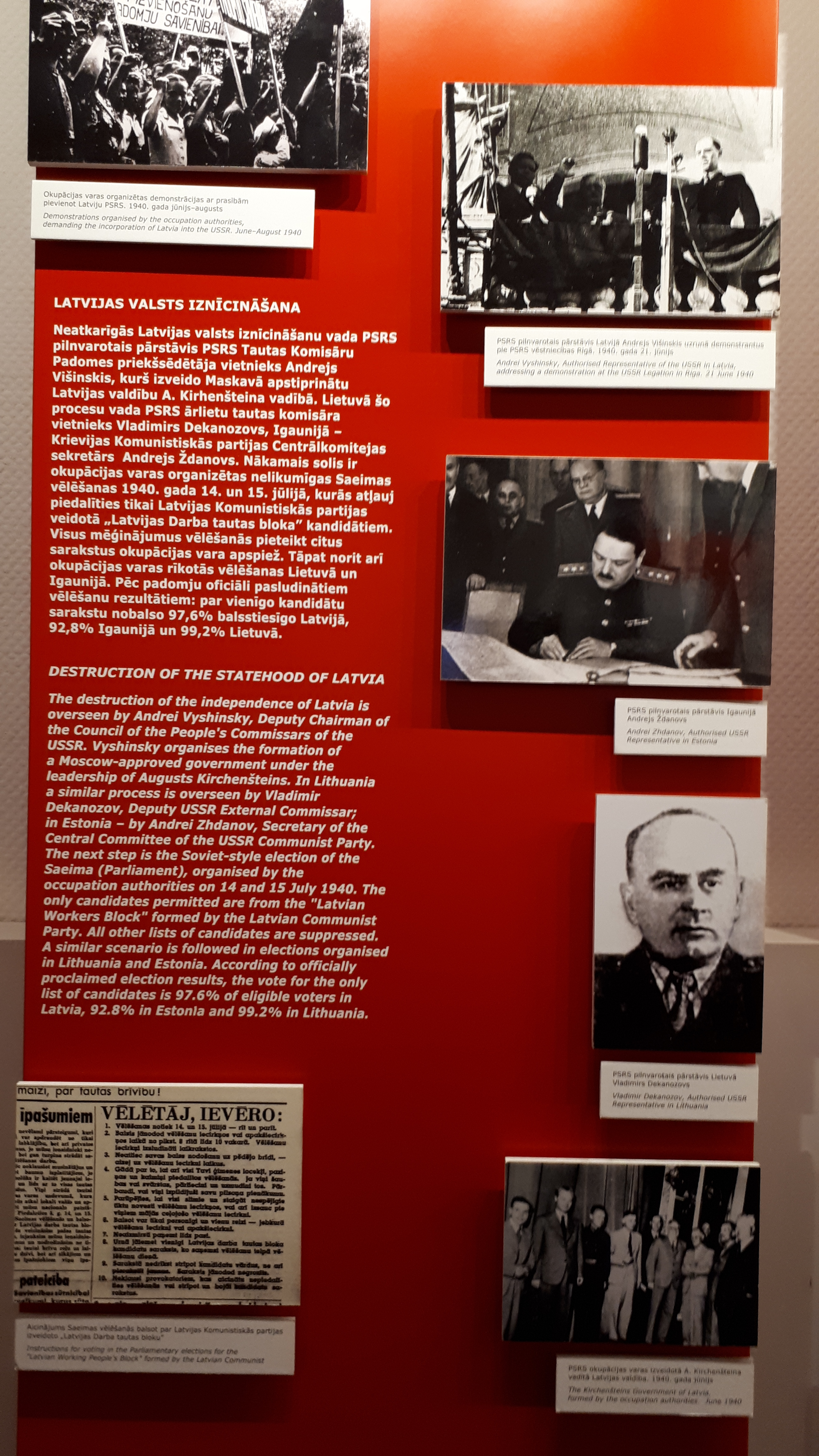
informační panel
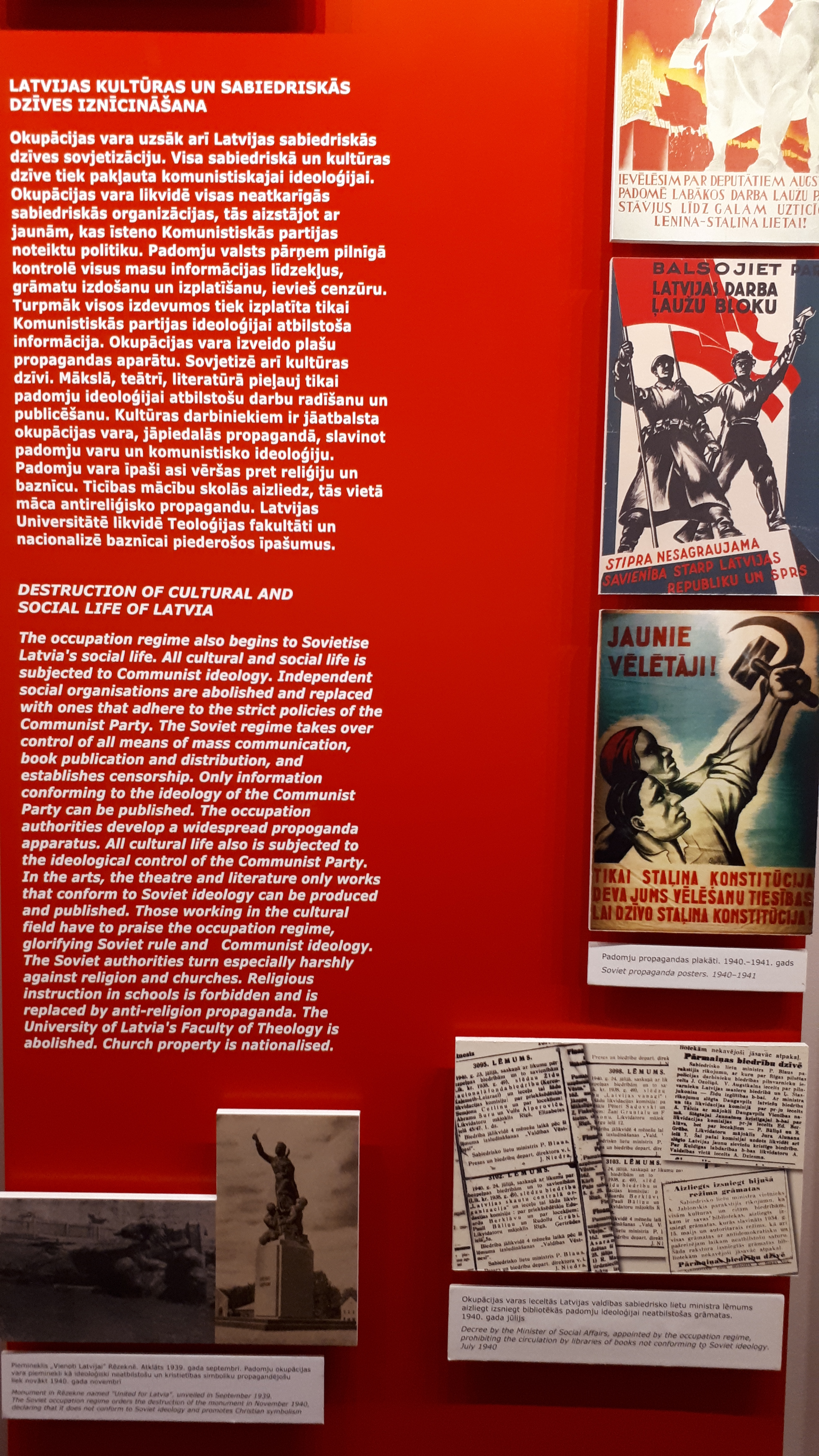
informační panel
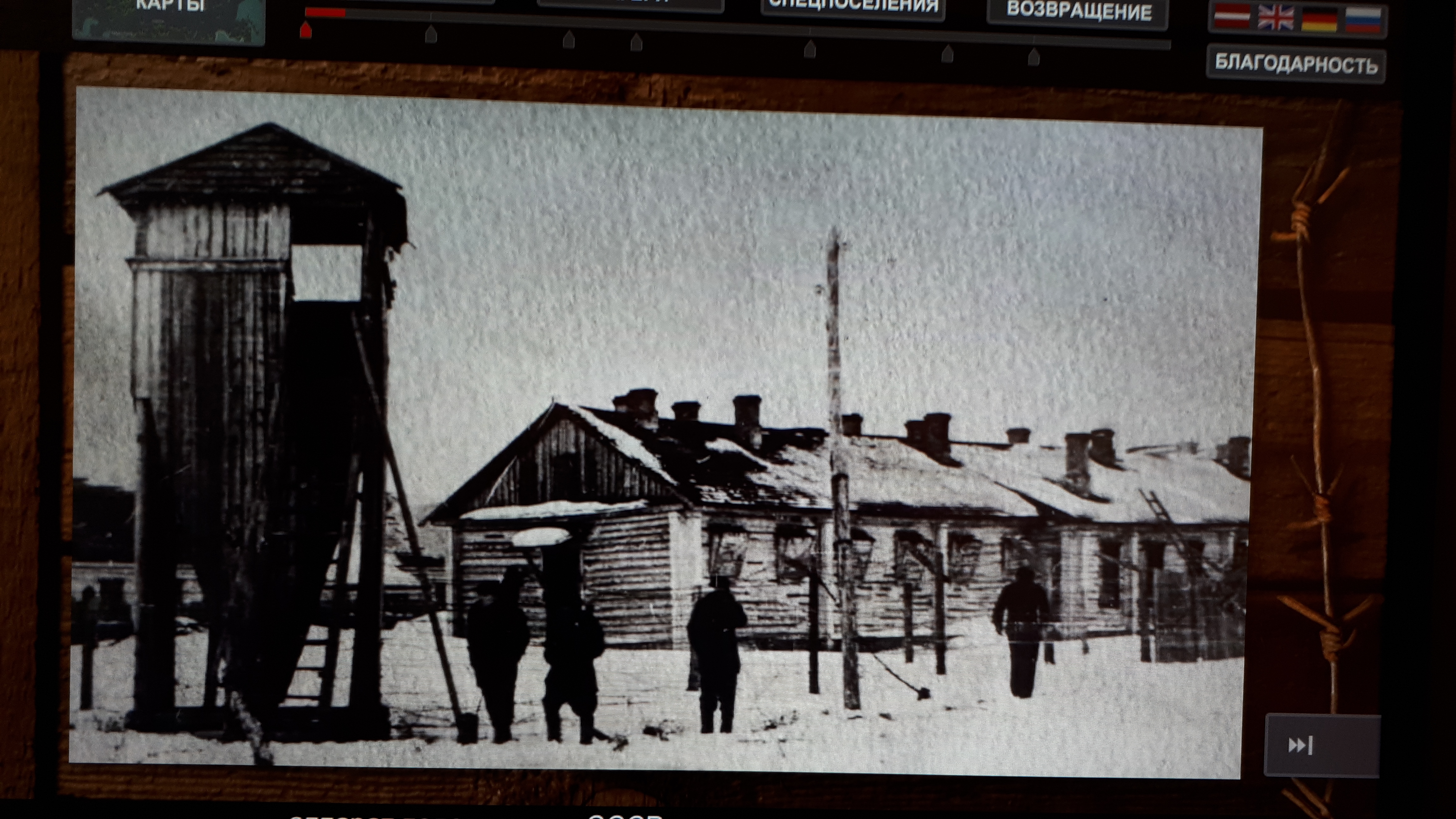
trestanecký tábor
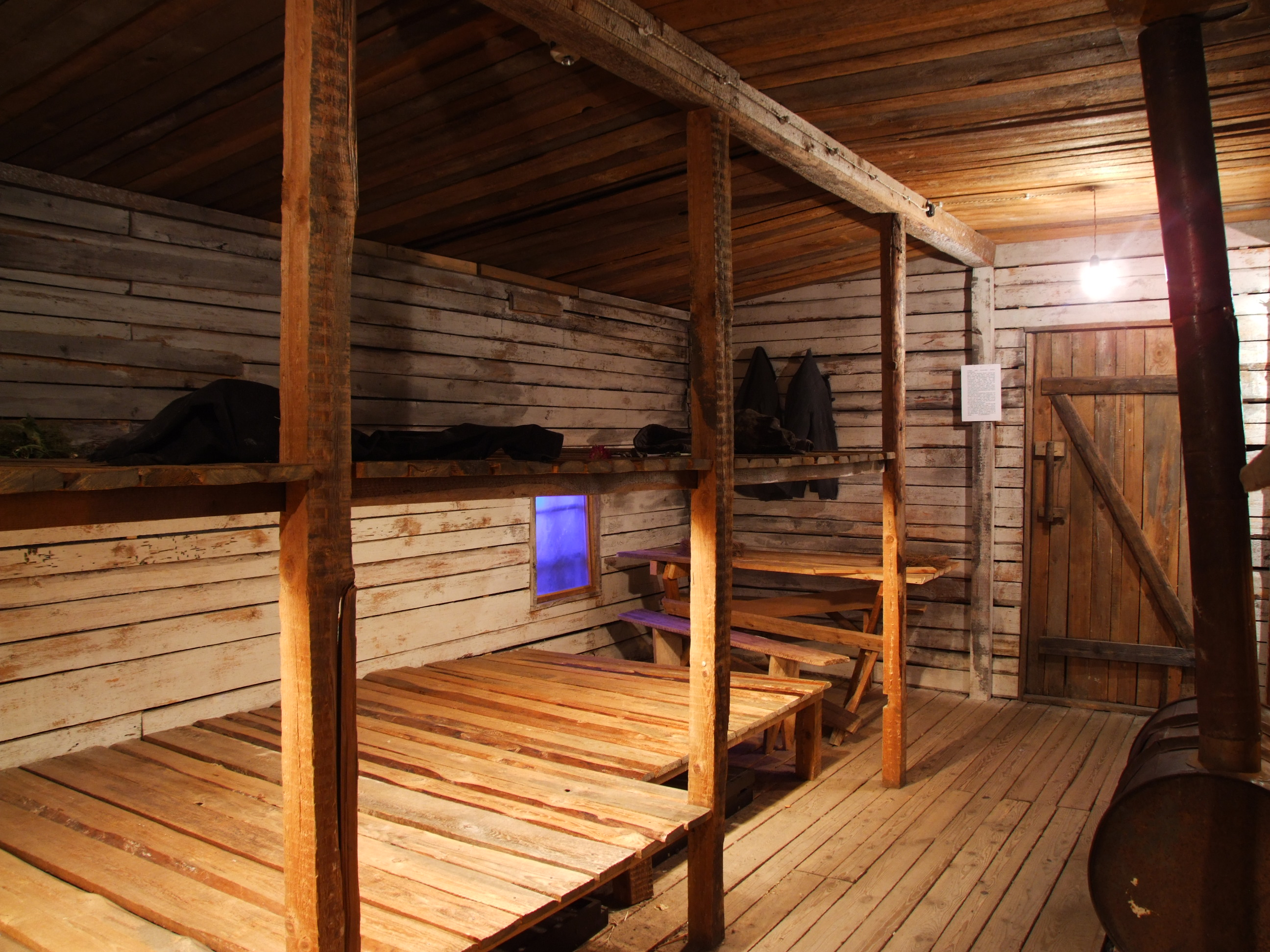
rekonstrukce vnitřku baráku v Gulagu
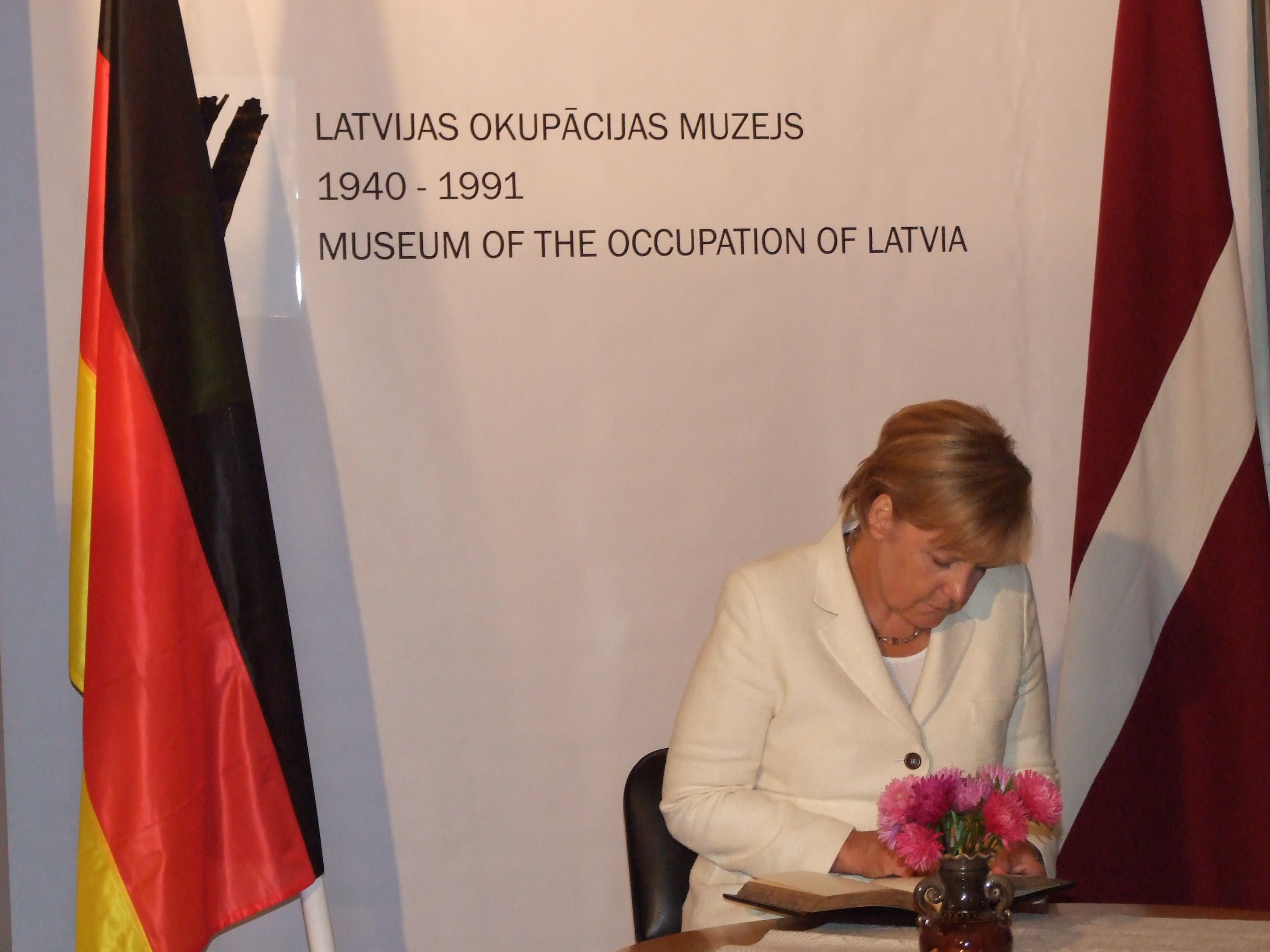
Angela Merkel se zapisuje do pamětní knihy

## Den okupace Lotyšské republiky
Den sovětské okupace (17. června 1940) byl prohlášen oficiálním památným dne 18. května 2000.
17. června 1940 vtrhla sovětská vojska do Lotyšska a obsadila mosty, poštu, telefon, telegraf a rozhlas. Téhož dne se Andrej Vyšinskij, místopředseda Rady lidových komisařů Sovětského svazu, představil prezidentu Kārlisi Ulmanisovi jako zvláštní sovětský vyslanec; o dva dny později navštívil Vyšinskij Ulmanise znovu, tentokrát aby mu předal Moskvou předem schválený seznam nových členů kabinetu lotyšské vlády. Brzy poté byli státní správci zlikvidováni a nahrazeni sovětskými kádry a následně bylo deportováno nebo zabito 34 250 Lotyšů. Roku 1944 byl Lotyšsko začleněno do Sovětského svazu jako Lotyšská sovětská socialistická republika.
Dalším památným dnem Lotyšska je 20. leden 1991, který je připomínkou Obránců barikád a 26. leden 1991, který je dnem obnovení státní suverenity a mezinárodního uznání Lotyšské republiky.